# Luški Otok
Koordinati:   43°59′36″N, 15°05′20″E
Luški Otok je majhen nenaseljen otoček v Jadranskem morju. Pripada Hrvaški.
Luški Otok, v nekaterih zemljevidih zapisan tudi kot Luški školj, leži med otokoma Rava in Dugi otok pred vhodom v zaliv Luka severno od naselja Luka na Dugem otoku. Njegova površina meri 0,294 km². Dolžina obalnega pasu je 3,1 km. Najvišji vrh je visok 65 mnm.